# Manuel da Silva Gaio
Manuel da Silva Gaio (Coïmbra, 1860 - 1934) va ser un narrador i poeta portuguès.
Va estar vinculat al simbolisme i va ser un gran estudiós de la cultura clàssica. Juntament amb Eugénio de Castro va fundar la revista “Arte”. Es destaca per un lirisme eròtic i panteista, propi de la poesia del seu país a finals del segle xix.

## Obres
- Da poesia na enducação dos gregos (1917)
- Chave verbal (1916)
- O santo (1927)
- Sulamite (1928)